# Rebić (prezime)
Rebić je hrvatsko prezime, koje se najčešće pojavljuje u Imotskom, Zagrebu,  Donjim Vinjanima, Splitu i Osijeku.

## Osobe s prezimenomRebić
- Adalbert Rebić (1937. – 2014.), hrvatski svećenik
- Ante Rebić (rođ. 1993.), hrvatski nogometaš
- Markica Rebić (rođ. 1951.), hrvatski general